# Tim Broshog
Tim Broshog (Berlino, 2 dicembre 1987) è un pallavolista tedesco.
Gioca nel ruolo di centrale nel Dürener.

## Carriera
La carriera di Tim Broshog inizia a livello giovanile nelle formazioni del Volleyball Club Olympia 93 per poi passare nello Sport-Club Charlottenburg Berlin Volleyball: nello stesso periodo fa anche parte delle nazionali giovanili tedesche.
L'esordio da professionista avviene nella stagione 2007-08 quando è ingaggiato dal Netzhoppers Königs Wusterhausen, militante della 1. Bundesliga, categoria dove resta anche nella stagione successiva quando passa al Moerser Sportclub 1985: al club di Moers resta legato per sei annate; nel 2011 ottiene le prime convocazioni in nazionale, con cui, nel 2014, si aggiudica la medaglia di bronzo al campionato mondiale.
Nella stagione 2014-15 si trasferisce in Belgio, nel Maaseik, in Liga A; con la Germania arriva alla medaglia d'oro ai I Giochi europei. Ritorna in patria nell'annata 2016-17 accasandosi al Dürener.

## Palmarès

### Nazionale (competizioni minori)
- Giochi europei 2015